# The Cave Girl (film)
The Cave Girl è un film muto del 1921 diretto da Joseph Franz. Considerato un film perduto, aveva come interpreti Teddie Gerard, Charles Meredith, Wilton Taylor, Elinor Hancock, Lillian Tucker. Tra gli attori, appare anche il nome di Boris Karloff in un ruolo di secondo piano.
Il film, sceneggiato da William Parker, si basa sull'omonimo lavoro teatrale di Guy Bolton e George Middleton che aveva debuttato a New York il 18 agosto 1920 al Longacre Theatre di Broadway.

## Trama

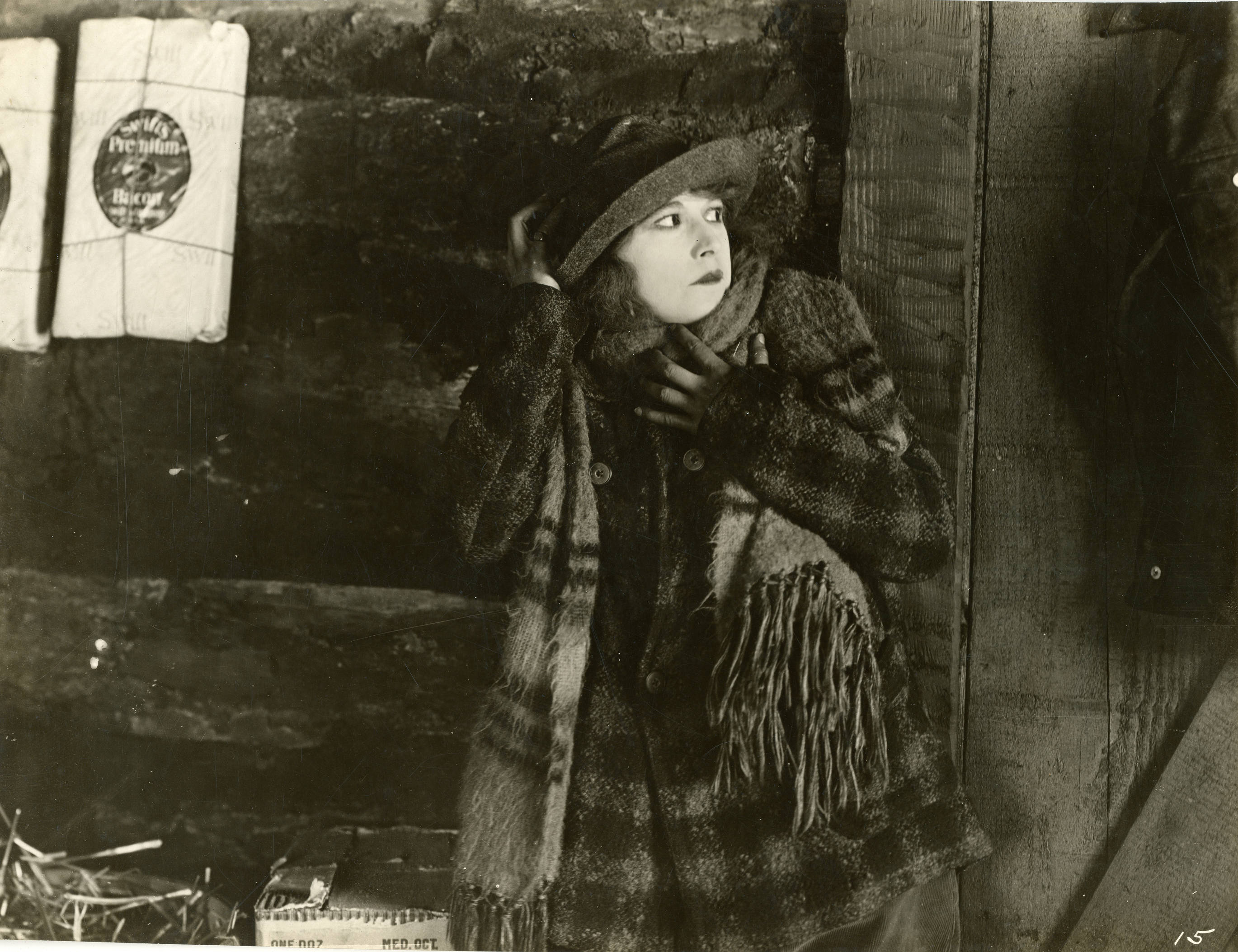
Teddie Gerard in una scena del film

Teorico dalla vita primitiva, il professor Sperry va a vivere in un luogo selvaggio e desolato insieme a Margot, la sua pupilla. La ragazza, in inverno, avendo difficoltà a trovare qualcosa da mangiare e dovendo provvedere ai viveri di casa, va a saccheggiare il campo invernale dei Bates. Il giovane Divvy Bates, fidanzato suo malgrado con Elsie Case, una ragazza che non ama, quando incontra Margot in una delle sue incursioni per procurarsi cibo, si innamora di lei. Elsie, punta dalla gelosia, sperando di riconquistare Divvy, si veste anche lei come Margot, indossando abiti da ragazzo, ma senza riscuotere alcun successo. Furiosa e piena di rancore, si allea allora con Baptiste, un lavorante che i Bates hanno appena licenziato per furto e che, per vendicarsi, aveva bruciato la loro capanna. I due cospiratori catturano Margot. Baptiste, presa la ragazza, la fa salire, legata, su una canoa che poi manda giù per il fiume. Destinata a morte sicura, Margot non può far niente per salvarsi. Però Elsie, pentitasi di ciò che ha fatto, avverte Divvy che corre a cercare la ragazza amata: sconfitto Baptiste, salva poi Margot dalla corrente del fiume che stava inesorabilmente portando la canoa verso le cascate.

## Produzione
Il film venne prodotto dall'Inspiration Pictures.

## Distribuzione
Il copyright del film, richiesto dalla Inspiration Pictures, Inc., fu registrato il 18 novembre 1921 con il numero LP17058.

Distribuito dall'Associated First National Pictures, uscì nelle sale statunitensi il 26 dicembre 1921; in Francia, con il titolo Au bord du gouffre, fu distribuito due anni più tardi, il 14 dicembre 1923. In Finlandia, il 15 febbraio 1925.
Non si conoscono copie ancora esistenti della pellicola che viene considerata presumibilmente perduta.